# Jalisco
Jalisco là một trong 31 bang, cùng với Quận liên bang, là 32 thực thể Liên bang của México. Bang này được chia thành 125 hạt, thủ phủ là thành phố Guadalajara.
Jalisco nằm ở phía tây Mexico. Nó được bao quanh bởi các tiểu bang Nayarit về phía tây bắc, Zacatecas, Aguascalientes và San Luis Potosí về phía bắc, Guanajuato về phía đông và Colima và Michoacán về phía nam. Về phía tây, Jalisco có một đường bờ biển giáp Thái Bình Dương.
Jalisco là các thực thể liên bang đông dân thứ tư ở Mexico. Đây cũng là một trong những bang phát triển nhất về thương mại, văn hóa và kinh tế ở Mexico. Một số thành phố trong tiểu bang có một mức sống tương đương các nước như Tây Ban Nha và Ý, nhưng, giống đa số các bang của Mexico, các tiêu chuẩn này sống không đại diện cho tất cả các thành phố của bang vì tình trạng bất bình đẳng kinh tế tràn lan. Thủ phủ của Jalisco là thành phố Guadalajara, một đại thành phố bao gồm các đô thị Guadalajara, Juanacatlán, El Salto, Tlaquepaque, Tonala, Tlajomulco de Zuniga, Ixtlahuacán de los Membrillos và Zapopan, tạo thành vùng đô thị lớn thứ hai ở Mexico sau khi Thành phố Mexico.

## Liên kết
- (tiếng Tây Ban Nha) State Government
- (tiếng Tây Ban Nha) Congress of the State
- (tiếng Tây Ban Nha) Supreme Court of Jalisco Lưu trữ ngày 20 tháng 12 năm 2011 tại Wayback Machine
- Jalisco Mexico
- (tiếng Tây Ban Nha) Jalisco Social Site Lưu trữ ngày 15 tháng 11 năm 2011 tại Wayback Machine